# 拉佩鲁斯莫尔奈
拉佩鲁斯莫尔奈（法語：Lapeyrouse-Mornay，法語發音：[lapeʁuz mɔʁnɛ]）是法国德龙省的一个市镇，属于瓦朗斯区。

## 地理
拉佩鲁斯莫尔奈（45°19'23"N, 4°59'42"E）面积11.45 平方千米，位于法国奥弗涅-罗讷-阿尔卑斯大区德龙省，该省份为法国东南部内陆省份，北起顺时针与伊泽尔省、上阿尔卑斯省、上普罗旺斯阿尔卑斯省、沃克吕兹省和阿尔代什省接壤。
与拉佩鲁斯莫尔奈接壤的市镇（或旧市镇、城区）包括：埃皮努兹、芒特、博尔派尔、雅尔雪、帕克特。
拉佩鲁斯莫尔奈的时区为UTC+01:00、UTC+02:00（夏令时）。

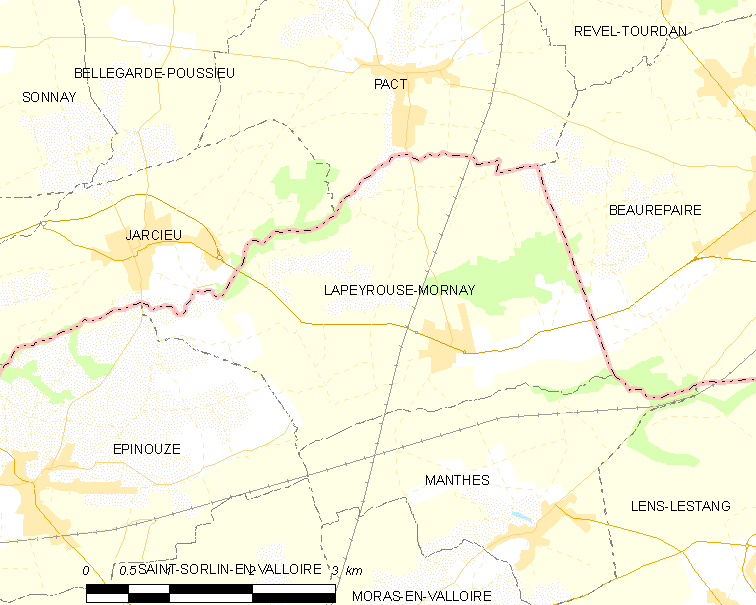
拉佩鲁斯莫尔奈的OSM定位图

## 行政
拉佩鲁斯莫尔奈的邮政编码为26210，INSEE市镇编码为26155。

## 政治
拉佩鲁斯莫尔奈所属的省级选区为丘陵德龙县。

## 人口

1962-2008年间拉佩鲁斯莫尔奈人口变化图示

拉佩鲁斯莫尔奈于2022年1月1日时的人口数量为1188人。